# Elijenver
Elijenver (engl. Alienware) je američka IT kompanija koju potpuno poseduje Del (kompanija). Bavi se prvenstveno stvaranjem računara od najnovijih komponenti, sa visokim performansama (takozvani "Haj end" računari). To uključuje ne samo kučni računar (eng. Desktop PC) nego i prenosne računare (Laptop), medija centre i profesionalne kompjutere namjenjene firmama. Njihovi proizvodi rade sa grafički zahtevnim aplikacijama koje se koriste za uređivanje video i audio snimaka i simulacija. Proizvode takođe i računarske igrice i periferne uređaje kao što su slušalice, miš, monitor i tastatura. Nelson Gonzales i Aleks Agvila Alex Aguila su osnovali ovu kompaniju 1996. godine. Sedište je u Kendalu, zapadnom Majamiju. 

## Istorija
Kada je firma stvorena 1996, proizvodila je laptopove, desktopove i radne stanice. Po tvrdnji radnika, osnivači kompanije su ime dali po njima omiljenoj seriji "Dosije X". Odatle potiču takvi nazivi za modele kao što su Area-51, Hangar18, m15x i Aurora. Kompanija inače nije poznata samo po hardverskoj konfiguraciji već i po po jedinstvenom SF (naučno fantastičnom) dizajnu. Računari su neobičnog izgleda, razlikuju se od drugih PiSi kućišta i podsećaju na vanzemaljce (zato i ime "Elienver"). Elijenver je originalno stvoren da bi se popunila rupa na tržištu računara za igrice koji zahtevaju visoke performanse. Tada nije postojala tako dobra distribucija hardvera sa visokim performansama, pa su osnivači kompanije oformili "Proizvođača originalne opreme" OEM, koji je prodavao lični računar sa pomenutim visokim performansama. Kompanija inače nije poznata samo po hardverskoj konfiguraciji već i po po jedinstvenom SF (naučno fantastičnom) dizajnu.

## Sadašnja situacija
Del (kompanija) je planirala da kupi Elijenver još od 2002. godine, ali nije ništa preduzimala do marta 2006. kada je sklopljen ugovor o kupovini. Elijenver je zadržao svoju autonomiju u pogledu dizajna i marketinga a smanjen je trošak usled korišćenja resursa Del kompanije (nabavka komponenti, naručivanje, itd). U početku je Del zadržao takmičarski model XPS koji je takođe imao performanse kompjutera za igrice, i tako je prodavao modele istih specifikacija što je pogodilo tržište za Elijenver. Restrukturiranje korporacije u proleće 2008. je dovelo do srazmernog smanjenja XPS plasmana, osnivači Elijenver su prešli sa izvršnih mesta u proizvodno-razvojni deo kompanije.
Elijenver je osnovao takođe oktobra 2002. svoju filijalu za Evropu, Bliski Istok i Afriku. Sedište je u irskom gradu Athlone. 2005. godine, firma je zaradila $170 miliona. 2003 godine su imali svoje predstavništvo u Australiji, Kanadi, Francuskoj, Nemačkoj, Britaniji i Kosta Riki. Njihov kol centar na Kosta Riki je dobio brojne nagrade a osim toga Elijenver omogućava svojim korisnicima da pošalju stari kompjuterski hardver kao zamenu za kredit pri dobijanju novog hardvera. To se zove AlienExchage program. Karakteristično je da se njihovi proizvodi mogu nabaviti direktno i samo isključivo preko njihovih internet stranica iz Severne Amerike, Evrope, Australije i Novog Zelanda.

## Proizvodi
Ova kompanije se bavi prvenstveno stvaranjem računara od najnovijih komponenti, sa visokim performansama (takozvani "Haj end" računari). To uključuje ne samo kućni računar (eng. Desktop PC) nego i prenosne računare (Laptop), medija centre i profesionalne kompjutere namjenjene firmama. Njihovi proizvodi rade sa grafički zahtevnim aplikacijama koje se koriste za uređivanje video i audio snimaka i simulacija. Proizvode takođe i računarske igrice i periferne uređaje kao što su slušalice, miš, monitor i tastatura. Elijenver kompjuteri koriste hardver od Intel-a, AMD-a, Nvidie, Creative i drugih kvalitetnih proizvođača računarske opreme. Najpoznatiji proizvodi su kućni računari iz serije "Aurora" i "Area-51". Iz serije prenosnih računara su takođe najpoznatiji modeli "Aurora" i "Area-51". Aurora se zasniva na AMD tehnologiji, dok se Area-51 modeli zasnivaju na Intel tehnologiji. Odnedovno postoji i luksuzna "ALX" serija kućnih i prenosnih računara. Ova nova serija se ističe po velikoj cijeni, ali i po najboljim karakteristikama računara koje nudi ova firma. Od 2008. godine, modeli prenosnih računara nose samo naziv "Area-51" i razlikuju se međusobno po dizajnu, veličini ekrana i hardver komponentama. Za najjevtiniji "haj-end" model računara Elijenver, mora se izdvojiti oko 1800 evra, a za najskuplji model "ALX" oko 5000 evra.
Elijenver se tradicionalno takmiči sa kompanijama kao što su Falkon Nordvest, Velositi Majkro, VuduPiSi koji je sada deo delovog najvećeg suparnika Hewlett-Packard. Pre nego što je prodat kompaniji Del, Elijenver se takmičio i sa delovim modelom XPS.

## Spoljašnje veze
- Zvanični Elijenver vebsajt (језик: енглески)
- Elijenver Evropa (језик: енглески)
- www.alienware.de